# Juan del Grijalva
Juan del Grijalva är en ort i Mexiko.   Den ligger i kommunen Chiapa de Corzo och delstaten Chiapas, i den sydöstra delen av landet, 700 km öster om huvudstaden Mexico City. Juan del Grijalva ligger 509 meter över havet och antalet invånare är 1 428.
Terrängen runt Juan del Grijalva är varierad. Runt Juan del Grijalva är det ganska tätbefolkat, med 58 invånare per kvadratkilometer. Närmaste större samhälle är Tuxtla Gutiérrez, 14,8 km väster om Juan del Grijalva. Omgivningarna runt Juan del Grijalva är en mosaik av jordbruksmark och naturlig växtlighet.